# Coppa Disciplina
La Coppa Disciplina è stata un riconoscimento per sole squadre militanti nel campionato di Serie A (o di Legadue fino al 2011)

## Regolamento
La Coppa Disciplina viene assegnata alla squadra che chiude per prima una speciale classifica a punti.
I punti vengono assegnati alle squadre in seguito a richiami arbitrali verso i giocatori, gli allenatori o alle società stesse.
La squadra che avrà accumulato meno punti si aggiudicherà il trofeo e il titolo di "squadra più disciplinata del campionato".

## Albo d'oro

### Legadue
- 2002-2003:  B.C. Ferrara
- 2003-2004:  Dinamo Sassari
- 2004-2005:  Dinamo Sassari
- 2005-2006:  Pall. Pavia
- 2006-2007:  Dinamo Sassari
- 2007-2008:  B.C. Ferrara
- 2008-2009:  Reyer Venezia
- 2009-2010:  Amici Pall. Udinese
- 2010-2011:  Scaligera Verona

### Serie A
- 2012-2013:  Dinamo Sassari
- 2013-2014:  V.L. Pesaro
- 2014-2015:  Aquila Trento
- 2015-2016:  Aquila Trento
- 2016-2017:  Olimpia Milano
- 2017-2018:  Olimpia Milano

### Per squadra
- Dinamo Sassari : 4
- Olimpia Milano : 2
- B.C. Ferrara : 2
- Aquila Trento : 2
- Pall. Pavia : 1
- Reyer Venezia : 1
- Amici Pall. Udinese : 1
- Scaligera Verona : 1
- V.L. Pesaro : 1